# 라왁 캠퍼스
《라왁 캠퍼스》(말레이어: Lawak Kampus)는 2003년부터 연재되는 말레이시아의 네컷 만화로 주인공이자 학교에 다니고 있는 학생인 바네스(Vanness)와 여러 인물들을 다루는 작품이다. 작가는 키스 총(Keith Chong)으로 저자의 이름은 '총카휘'(Chong Kah Hwee)로도 불린다.
《Kuso High School》이라는 영어판이 나온 적 있으며, 그 외에도 《LK School Daze》라는 영어판 역시 발매된 바 있다.

## 역사
키스 총에 따르면 본작은 2003년경 자신의 상사가 학교물을 만드는 것이 어떻냐는 제의를 한 것을 시초로 한다. 또한 그에 따르면 등장하는 학생 캐릭터들 중 '비팝(Bepop)'과 '영점씨'(말레이어: Si Kosong)은 그의 학창 시절 친구의 특징을 바탕으로 만들어졌다.

### 2010년대
2018년 7월에 본작이 연재된 지 15주년이 지난 것을 기념하여 이 만화를 주제로 한 전시회가 일시적으로 개최되었다. 걸린 작품들은 유명 화가의 그림들에서 모티브를 따온 그림, 스케치 등이 있으며 총 100개가 전시되었다. 당시에 열린 15주년 전시회는 동년 동월 25일에 끝나기로 계획되어 있었다.
말레이시아의 애니메이션 제작사인 Monsta에서 제작한《매직키드 보보》시리즈에 속한 애니메이션 《매직키드 보보 갤럭시》와의 콜라보로 특별편 《매직키드 보보 갤럭시 × 라왁 캠퍼스: Superior》(Boboiboy Galaxy × Lawak Kampus: Superior)가 만들어졌다. 《라왁 캠퍼스》의 원작자인 키스 총(Keith Chong)은 본작과 해당 애니메이션의 인기가 많다고 생각한 것에 착안하여 《매직키드 보보 갤럭시》와 콜라보 만화를 작업한 것으로 밝혔다. 해당 특별편이 제작되기 이전, 키스 총은 2017년경 몬스타 社에게 해당 특별편을 내는 것에 대한 의견을 냈었다.

### 2020년대
2D 애니메이션 제작사 '릴 크리터 워크숍'(Lil Critter Workshop)은 2021년에 본 제작사가 애니메이션판 제작권을 받았음을 발표하였다. 제작사 측이 공표한 발표문에 따르면 본 만화의 애니판은 아시아권과 태평양권에 거주하는 시청자를 노리고 만들어졌다.
출판사 'GEMPAK STARZ'에서 두 편의 소설판이 발매되었다. 2023년에는 바네스의 학교에 다니는 학생 '비팝(Bepop)'을 쓰러지게 한 용의자를 찾는 작품인《라왁 캠퍼스: 임포스터를 추측하여라》(말레이어: Lawak Kampus: Menebak Imposter)가, 2024년에는 바네스가 의문스러운 공책을 줍는 내용이 나오는《라왁 캠퍼스: 바네스와 수상한 책》(말레이어: Lawak Kampus: Vanness & Buku Ajaib, ISBN 9786294792302)이 출판되었다.

## 등장 인물
《라왁 캠퍼스》에는 여러 등장인물이 있으며, 이들 중 일부는 학교에 다니는 학생이다. 주인공인 바네스, 아디타스, 아미와 유미 자매 등은 작중 무대가 되는 학교에 다니는 학생이고 또 다른 캐릭터인 '누들 선생님'(말레이어: Cikgu Noodle)은 그 학교에서 재직 중인 교사이다.
《LK 스쿨 데이즈》의 공식 유튜브 채널에 업로드된 키스 총과의 인터뷰 영상에서 본작에 등장하는 학생 캐릭터들의 나이를 묻는 질문이 나왔는데, 해당 질문에서 이들의 나이는 15세 정도라고 답변하였다.
- 바네스

#### 아미와 유미
아미와 유미는 바네스가 재학 중인 학교에서 바네스의 반에 소속된 두 명의 여학생들이다. 이들은 자매 사이이다.

#### 아디타스
아디타스는 바네스네 학교에 다니는 남학생이며 반삭머리를 하고 있다.

#### 비팝
비팝은 자신의 얼굴에 있는 여드름에 자주 시달리는 남학생이다. 원작자인 키스 총에 따르면 비팝의 캐릭터는 자신의 학창 시절 친구에게 여드름이 많이 있는 것에 착안된 것이라고 한다.

#### 언노운
[중략] "He just do  [sic] nothing, just dance, wouldn't say, wouldn't talk. So this is I why came out Unknown." [후략]
"한국어 번역: [언노운은] 아무것도 안 하고, 춤추기만 하죠. 말도 하지 않고 이야기도 하지 않아요. 그것이 제가 언노운을 생각해낸 이유입니다."— 《LK 스쿨 데이즈》 공식 유튜브 채널 영상에서 발췌. 해당 작품의 원작자는 키스 총, 원작 만화의 출판권은 KADOKAWA GEMPAK STARZ, 애니메이션 제작권은 릴 크리터 워크숍에게 있음, 《LK 스쿨 데이즈》 공식 유튜브 채널에 업로드된 키스 총과의 인터뷰 영상, 2024년 10월 28일

언노운(Unknown)은 《라왁 캠퍼스》에 등장하는 가공의 인물이다. 애니메이션판 《LK 스쿨 데이즈》의 공식 유튜브 채널에서 공개되는 저자 키스 총과의 인터뷰에 따르면 키스는 언노운을 《라왁 캠퍼스》의 등장인물 중 자신이 가장 좋아하는 캐릭터라고 말하였다. 키스는 언노운을 만들 때 아무 생각 없이 창조하였다고 밝혔으며, 그가 언노운을 창조한 뒤 해당 캐릭터가 독자들에게 인기를 얻게 되었다고 여겼다.

## 애니메이션
《LK 스쿨 데이즈》는 키스 총의 만화를 기반으로 하여 릴 크리터 워크숍이 제작한 장편 애니메이션 시리즈이다. 제작사 릴 크리터 워크숍 측은 제작 초기 때부터 GEMPAK STARZ에 속한 담당자들이 캐릭터성에 대하여 검수하였다고 말하였다.

## 같이 보기
- 말레이시아의 만화
- 매직키드 보보

### 내용주
1. ↑  중국어: 秀逗高校. 중국어권에 발매될 당시 제목이기도 하다.